# إشعار تأكيد
إشعار التأكيد أو إشعار تأكيد الوصول أو إشعار تأكيد الاستلام (بالإنجليزية: Acknowledgement) هي إشارات (طرود) يقوم المستقبل بإرسالها إلى المرسل ليخبره بحالة الطرود التي وصلته، وتقسم هذه الإشارات إلى ثلاث أنواع رئيسية هي:
1-التأكيد الإيجابي (بالإنجليزية: Positive Acknowledgment):هي إشارة يرسلها المستقبل من أجل أن يخبر المرسل بالطرود التي وصلت إليه وتكمن مشكلتها عند فقدان طرد أو وصوله بشكل خاطئ إلى المستقبل في هذه الحالة يجب أن نخبر المرسل برقم الطرد الذي لم يصل بشكل صحيح أو أن يقوم المرسل بإعادة الإرسال تلقائياً بعد مرور فترة معينة من الزمن عن طريق وضع مؤقت عند المرسل.
2-التأكيد السلبي (بالإنجليزية: Negative Acknowledgement):هي إشارة يرسلها المستقبل ليخبر المرسل بعدم وصول طرد إليه أو وصوله بشكل خاطئ، ولكن مشكلتها أننا نحتاج لذاكرة ذات حجم كبير عند المستقبل و تقنيات عالية من أجل مراعاة وضع الطرود التي لم تصل في مكانها المناسب وفقاً لرقم الطرد وترتيبه مما يجعل استخداماته محدودة.
3-خليط (بالإنجليزية: Hybrid):
خليط من الإشارتين السابقتين حيث يقوم المستقبل بتأكيد وصول الطرود الواصلة بشكل صحيح بدون أخطاء وكذلك يقوم بإخبار المرسل بأرقام تلك التي لم تصل بشكل صحيح أو لم تصل أبداً باستخدام طرق متفق عليها.
ولكن في التي سي بي يختلف الأمر بأنه يقوم بتأكيد وصول (لأنه يستخدم التأكيد الإيجابي) الثمانيات وليس الطرود، لأنه يرقم الثمانيات بدلاً من الطرود |^|، ولا يقوم بإرسال هذه الإشارات منفصلة عن البيانات المرسلة، وإنما يقوم بتحميلها على طرود البيانات التي يقوم المستقبل بإرسالها إلى المرسل، حيث أن عمليات نقل البيانات ليست باتجاه وحيد، وإنما يتم تبادل البيانات بين كل من المرسل والمستقبل في الاتجاهين، لذلك يتم تحميل إشارات التأكيد (والتي تعتبر فقط رقم أرقام) الثمانيات المفقودة أو الواصلة إلى الطرف الآخر) على طرود البيانات المرسلة من طرف إلى الآخر، تسمى عملية تحميل إشارات التأكيد على الترويسة المرفقة بالطرود أي التحميل على ظهر الخنزير.